# 帕拉莫爾斯普林斯 (加利福尼亞州)
帕拉莫爾斯普林斯（英語：Parramore Springs）是位於美國加利福尼亞州萊克縣的一個非建制地區。該地的面積和人口皆未知。

## 地理
帕拉莫爾斯普林斯的座標為39°18′49″N 122°52′48″W / 39.31361°N 122.88000°W，而該地的平均海拔高度為654米（即2146英尺）。